# Donauneunauge
Das Donauneunauge (Eudontomyzon danfordi) ist eine Neunaugenart, die das mittlere und untere Einzugsgebiet der Donau besiedelt. Dabei beschränkt sie sich aber auf deren Zuflüsse, während sie in der Donau selbst nicht vorkommt. Das sehr ähnliche Donaubachneunauge (Eudontomyzon vladykovi) wurde lange mit dieser Art verwechselt.

## Merkmale
Die erwachsenen Tiere sind nahe der Körpermitte am dicksten und erreichen Längen von 18 bis 30 Zentimetern. Je nach Aufenthaltsort sind sie am Rücken dunkelbräunlich bis aschgrau und an der Bauchseite weißlich gefärbt. Die beiden Rückenflossen sind stets voneinander getrennt. Die breite Oberkieferplatte hat nur einen Zahn an jeder Seite; die Unterkieferplatte weist sechs bis zehn Zähne auf. Die Mundscheibe verfügt über kreisförmig angeordnete, spitze äußere und innere Lippenzähne; am unteren Teil der Scheibe bilden diese ein Borstenfeld. Die vordere Zungenplatte weist keine mittlere Einsenkung auf und ihre Vorderkante trägt 13 Zähnchen. Das mittlere davon ist vergrößert und verbreitert.
Im Larvenstadium wird das Donauneunauge etwa 19 Zentimeter lang.

## Verbreitung
Diese Art lebt im mittleren und unteren Donaubecken, jedoch nicht in der Donau selbst. Es ist vielmehr in den Donauzuflüssen in Österreich, Tschechien, der Slowakei, in Ungarn (vor allem im Theißbecken), in Kroatien, Serbien, Bosnien und Herzegowina, Rumänien, Moldawien und in der Ukraine zu finden. In Bulgarien gilt die Art als ausgestorben oder verschollen. Auch im rumänischen Fluss Raul Cisla und dessen Zufluss Bălășina gilt die Art als ausgestorben.

## Lebensweise
Das Donauneunauge bewohnt als nichtwandernde Art die Äschen- und Forellenregion von Gebirgsflüssen. Es ernährt sich vom Blut und abgeschabtem Fleisch etwa von Barben, Döbeln, Schmerlen und Groppen, indem es mit seiner Saugscheibe Löcher in die Fischkörper raspelt. Unter den in Süßwasser vorkommenden Neunaugen ist diese Art die einzige, die an Süßwasserfischen parasitiert. Ein Eindringen in Forellenzuchtanlagen kann zu großen wirtschaftlichen Schäden führen. Abgelaicht wird an stark überströmten Kiesbänken von April bis Mai. Die Eier driften in ruhige Flussbuchten ab, wo sich die Larven (Querder genannt) entwickeln.

## Schutz
Das Donauneunauge wird, wie alle einheimischen Eudontomyzon-Arten von der Europäischen Union im Anhang II in der FFH-Richtlinie geführt und gilt damit als Art von gemeinschaftlichem Interesse, für deren Erhaltung von den Mitgliedsstaaten besondere Schutzgebiete ausgewiesen werden müssen.